# Школа НАТО (Обераммергау)

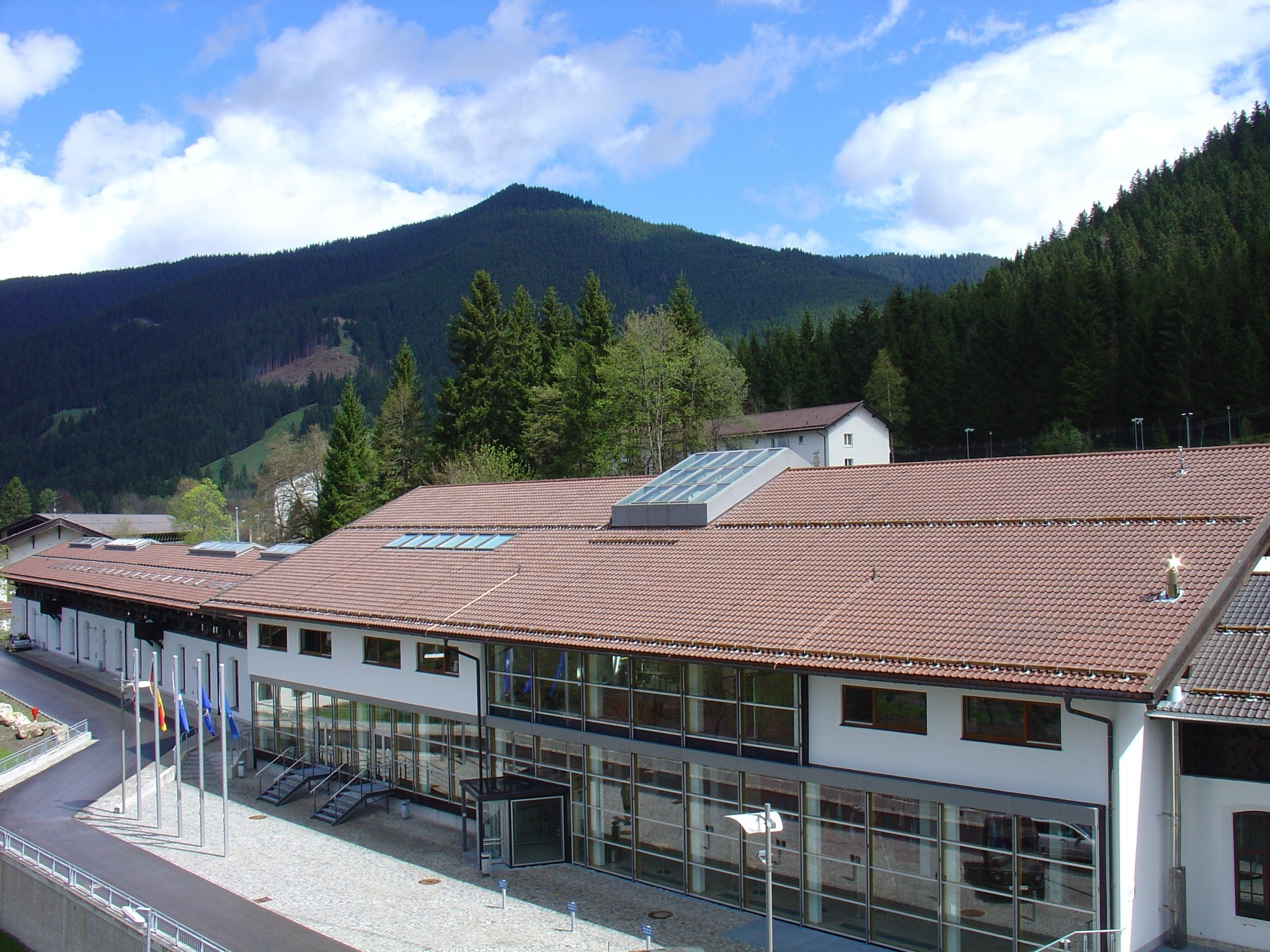
Головний корпус сержантського складу

Школа НАТО Обераммергау (англ. NATO School Oberammergau) —— ключовий навчальний центр НАТО для оперативного рівня управління військами, вважається єдиною установою такого типу в світі. Розташована в Обераммергау, на півдні Німеччини. Школа розпочала свою діяльність з двох курсів у 1953 році, і тепер пропонує понад 100 різних курсів для членів Альянсу та партнерів з питань, пов'язаних з політикою, стратегіями, військовими місіями та операціями НАТО.
Школа провадить багатонаціональну військову освіту та індивідуальну підготовку для підтримки операцій НАТО, розвитку стратегії, політики, доктрини та процедур. Це включає в себе співробітництво у діалозі та обмін інформацією, обмін методиками освіти й підготовки, а також обмін військовим і цивільним персоналом з країн, що не є членами НАТО. Щорічно цю школу відвідують від 10 000 до 12 000 студентів та учасників конференцій.
Починаючи з 1953 р. у цій Школі взяли участь понад 200 000 офіцерів, сержантів та цивільних осіб.

## Навчальний план
У 1991 р. був відкритий курс з питань співробітництва в галузі європейської безпеки.
У 1993—1994 роках були проведені курси з процедур інспекцій і супроводу перевірки дотримання договору з контролю над озброєннями, обов'язків військовослужбовців із охорони довкілля, силам резерву, мобілізації і миротворчості.
У 1994 р. в цій Школі був уведений курс по резервним силам і мобілізації, слухачами яких стали офіцери резерву з країн НАТО і ПЗМ.
У 1995—1996 роках були розроблені додаткові курси з підготовки військовослужбовців НАТО і ПЗМ для взаємодії в спільних та об'єднаних штабах: управління ресурсами, ознайомлення з діяльністю НАТО, цивільне планування на випадок надзвичайних ситуацій і військово-цивільне співробітництво, а також врегулювання кризових ситуацій на багатосторонній основі.
Ще у 1998 р. в навчальний план школи входило 47 курсів, розрахованих на навчання 5500 слухачів майже з 50 держав. Курси розраховані на п'ять основних оперативних галузей Альянсу: технічні процедури, загальні ознайомчі курси для штабних офіцерів загальновійськових оперативно-тактичних сил країн Альянсу для підвищення можливостей та ефективної взаємодії, оперативні процедури НАТО, процедури для проведення багатонаціональних операцій під керівництвом блоку й структури, що займаються питаннями оперативної політики.
Навчальний план (англ. Reference Curriculum) Школи НАТО в Обераммергау надає курси з навчання у восьми основних дисциплінах, переважно по тижнях, у таких сферах:
- Розвідка (INTEL)
- Спільна безпека (COSEC)
- Спільні плани та операції (JPOD)
- Спільне навчальне планування сумісної взаємосумісності (JTIC)
- Стандарти, оцінка та навчання (SET)
- Захист (PROT)
- Гібридний вплив та ефекти (HIED)
- Сержантські старші програми (NCOPD)

Основна увага приділяється індивідуальній освіті, Школа НАТО в Обераммергау також підтримує багато аспектів колективного навчання, вправ, експериментів та операцій. Освіта та навчання зосереджені на комбінованому і оперативному мистецтві, пропонуючи мобільні навчальні й тренувальні команди (METT), веброзширене дистанційне навчання (ADL) і резидентні курси та семінари. Крім того, Школа стала місцем для багатьох конференцій з питань оборони та колективної безпеки.
Щорічно проводяться різні курси за темами:
- застосування зброї,
- захист від ядерної, біологічної та хімічного зброї;
- радіоелектронна боротьба,
- командування і управління військами,
- мобілізуємі сили,
- підтримання миру,
- охорона довкілля,
- врегулювання кризових ситуацій та
- загальне ознайомлення з НАТО;
- співробітництво і діалог з військовими та цивільними службовцями з країн, що не входять до Альянсу.

Загалом сучасний навчальний план пропонує більше 90 різних курсів з питань політики НАТО, стратегії, місій та операцій.

## Історія

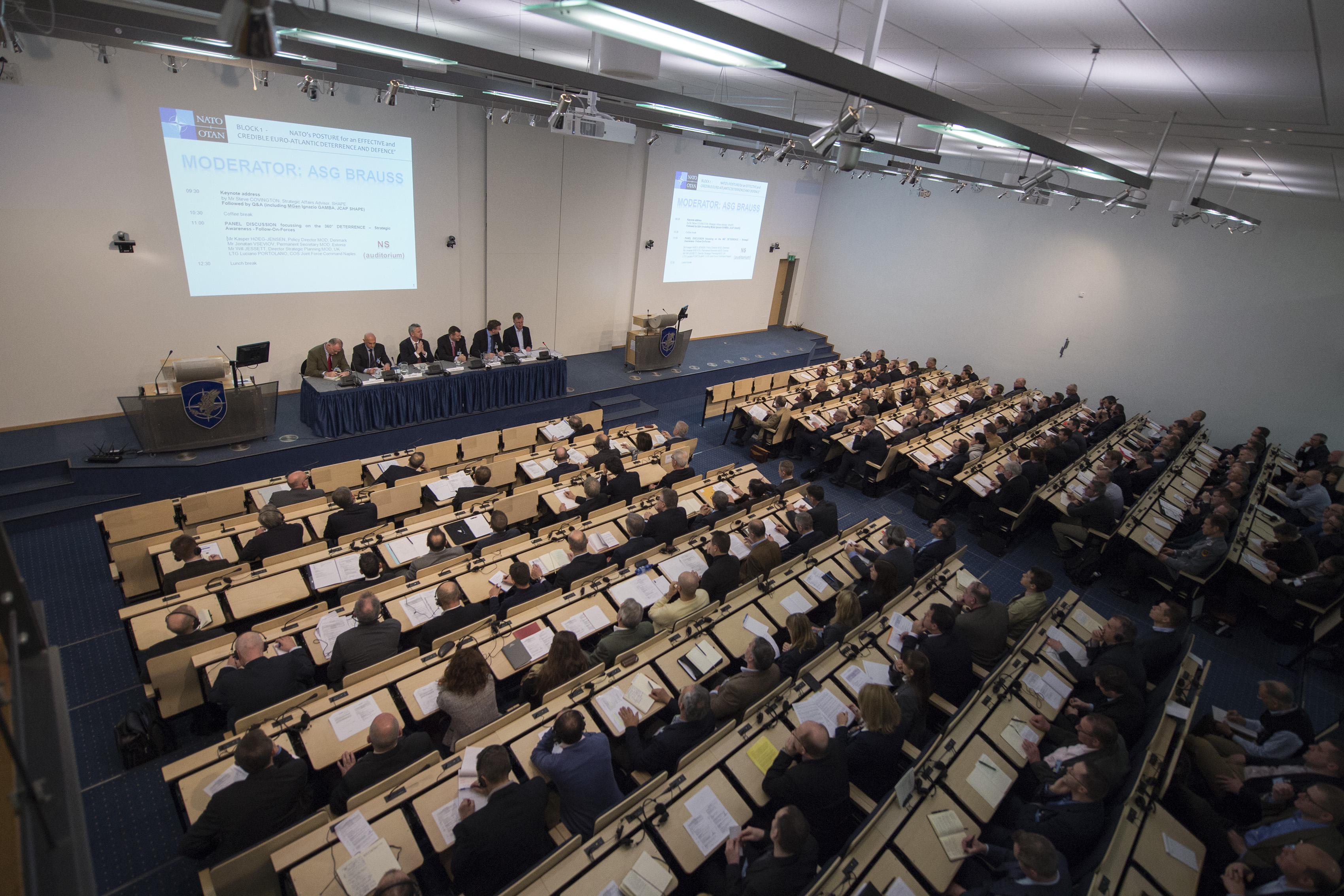
Конференція в «залі Манфреда Вернера»

У жовтні 1937 р. 54-й гірський сигнальний батальйон перемістився в казарму Франца Конрада фон Хетцендорфа. Від серпня 1943 р. дослідницько-конструкторське бюро Месершміт працювало на місці під назвою «Верхній Баварський науково-дослідний інститут». На підземному заводі Інститут виготовив першу серійно використовуваного військового близнюка реактивного літака Мессершмітт-262, і працював над варіативною геометрією «Проекту 1101», космічною ракетою та системами авіаційної зброї.
Школа почалася з двох курсів навчання в 1953 році.
Між 1970 та 1990 роками школа розширила свій навчальний план з 6 до 23 курсів, оскільки НАТО визнало цінність стандартизованої освіти для членів Альянсу. Департамент орієнтації забезпечував підготовку штабних посадових осіб, котрі були новопризначені штабами НАТО. У 1975 р. був прийнятий Статут цієї Школи.
Відділ ядерної, біологічної та хімічної промисловості (NBC) наказав захищати «NBC», а Департамент електронної війни почав навчати оборонної електронної війни.
У 1984 р. школа ставила за мету протистояння терористичного нападу з боку Фракції Червоної Армії. Вкрадену машину, наповнену вибуховою речовиною, загнали на майдан, водій покинув авто; сповіщені бундесполіцейські успішно знешкодили бомбу, і жертв не було.
Протягом десятиліть програма зосереджувалася на курсах, що відображають військові обставини «холодної війни», і в середині 1990-х роках нові конфлікти на Балканах призвели до виникнення нових курсів, що дозволяють силам НАТО забезпечувати мир у всьому регіоні. Ситуація на Балканах підвищила поінформованість всіх в зоні збройного конфлікту, таких як ополчення, цивільне населення, установи Організації Об'єднаних Націй, урядові та неурядові організації.
Під час церемонії передачі повноважень у червні 2003 р. Верховний головнокомандувач об'єднаних збройних сил НАТО з питань трансформації (SACT) взяв на себе відповідальність за школу, і школа отримала свою нинішню назву: «Школа НАТО Обераммергау» (англ. NATO School Oberammergau). У операції НАТО в Боснії та Герцеговині ця Школа надавала їм пряму підтримку. У 2013 р. сержантський корпус відсвяткував 60-річчя навчання НАТО в Обераммергау.

## Організація
Командування ОЗС НАТО з питань трансформації (ACT — також відомий як SHAPE) забезпечує якість навчального процесу школи, відповідність ́навчального плану (DEEP). Курси постійно переглядаються та оновлюються, щоби відобразити поточні події в цілому по НАТО.
Німеччина та Сполучені Штати надають підтримку співробітникам, установам та логістиці. Розширена роль Школи відображається на її багатонаціональному складі та факультетах; більш ніж двадцять країн добровільно надають штатних співробітників Школі.
Студенти-випускники регулярно входять до усіх союзних та національних військових командувань в рамках альянсу НАТО. Студенти з близько 80 різних країн відвідують заняття в Обераммергау, включаючи членів програми Альянсу «Партнерство заради миру», країн, що складають Середземноморський діалог та Стамбульську конференцію та інші країни-партнери.
Школа знаходиться в оперативному підпорядкуванні Верховного головнокомандувача ОЗС НАТО в Європі, але функціонує як оперативний навчальний заклад двох стратегічних командувань НАТО.
Рада консультантів, що складається зі співробітників штабу Верховний головнокомандувач ОЗС НАТО в Європі й Школи НАТО, забезпечує загальне сприяння та напрямок діяльності Школи. Праця Школи є на самофінансуванні. Німеччина і США надають Школі приміщення, матеріально-технічні засоби. Але поточні витрати гасятся за рахунок плати, що слухачі вносять за навчання.
До викладацького складу Школи входять представники країн НАТО, запрошені лектори (спікери) з командувань та штабів Альянсу, країн — учасниць програми «Партнерство заради миру» (ПЗМ), а також представники міжнародних гуманітарних й комерційних організацій.
Збільшилася кількість цивільних слухачів у зв'язку із розширенням зв'язків Школи з міжнародними організаціями: Міжнародний комітет Червоного Хреста (МКЧХ), Управління Верховного комісара ООН у справах біженців, Всесвітній банк, журналісти і агентства друку з різних держав.

## Факультети
У складі цієї школи організовано три факультети:
- Координування (для офіцерів зі званням полковник, підполковник);
- Зайнятості (старших і молодших офіцерів);
- Ядерний, біологічний, хімічний[4]